# 李定灼
李定灼（1914年—1987年），男，湖北黄安人，中华人民共和国军事人物，中国人民解放军少将，曾任武汉军区副参谋长。